# 아모레스 베르다데로스
《아모레스 베르다데로스》(스페인어: Amores verdaderos)은 2012년 방영된 멕시코의 텔레노벨라이다.